# Tipula bakeriana
Tipula bakeriana är en tvåvingeart som beskrevs av Alexander 1954. Tipula bakeriana ingår i släktet Tipula och familjen storharkrankar. Inga underarter finns listade i Catalogue of Life.